# Trần Li công
Trần Li công hay Trần Hi công (chữ Hán: 陳僖公 hay 陳釐公; trị vì: 831 TCN - 796 TCN), tên thật là Quy Hiếu (媯孝), là vị vua thứ bảy của nước Trần – chư hầu nhà Chu trong lịch sử Trung Quốc.
Trần Li công là con của Trần U công – vua thứ 6 nước Trần. Năm 832 TCN, U công mất, Quy Hiếu lên nối ngôi, tức là Trần Ly công.
Sử sách không ghi chép sự kiện xảy ra liên quan tới nước Trần trong thời gian ông làm vua.
Năm 796 TCN, Trần Li công qua đời. Ông ở ngôi được 36 năm. Con ông là Quy Linh lên nối ngôi, tức là Trần Vũ công.